# Montagnardi (1849)
Con il termine Montagnardi (in francese Montagnards), anche detti Demo-socialisti (in francese Démocrates-socialistes), si identifica un gruppo politico francese attivo durante la Seconda Repubblica. I Montagnardi erano rappresentanti della sinistra repubblicana e giacobina, ma non mancavano esponenti di tendenze sindacaliste, socialiste e socio-cristiane.

## Storia

Distribuzione del voto "montagnardo" nel 1849.

Dopo la rivoluzione francese del febbraio 1848, che aveva deposto la "Monarchia di luglio" in favore della Seconda Repubblica, i repubblicani radicali si radunarono intorno al quotidiano La Réforme dell'avvocato Alexandre Ledru-Rollin, già deputato e protagonista della campagna dei banchetti per l'estensione del suffragio. Intorno a Ledru-Rollin gravitavano molti dei "repubblicani dormienti" che avevano guidato l'opposizione a Luigi Filippo ben prima della rivoluzione, come i giornalisti Ferdinand Flocon e Étienne Arago, il filosofo Louis Blanc, l'editore Pierre Leroux, il drammaturgo Félix Pyat, l'anziano abolizionista Victor Schœlcher ed il semplice operaio Alexandre Martin (detto "operaio Albert"). Questo gruppo, che riuscì anche ad ottenere tre ministri (Ledru-Rollin, Blanc e Martin) nel governo provvisorio, si fece subito portavoce delle istanze popolari e delle aspirazioni democratiche di certi notabili, chiedendo serie riforme sociali e migliori condizioni per la classe operaia.
Presentatisi alle elezioni costituenti del 24 aprile, sotto l'etichetta di "democratici socialisti", non riuscirono nonostante tutto a fare presa sulle campagne, tradizionalmente contadine e simpatetiche del legittimismo monarchico e cattolico, ottenendo solo 80 dei 880 seggi dell'Assemblea costituente. Va notato che il supporto ai demo-sociali proveniva dalle regioni tradizionalmente repubblicane, ovvero quelle centrali, e di conseguenza tutti i candidati socialisti risultarono sconfitti, eccezion fatta per Armand Barbès, già attivo durante la monarchia orléanista.
Sedendosi alla sinistra dell'Assemblea, il gruppo demo-sociale sostenne politiche progressiste e proto-socialiste, come l'abolizione della "tassa dei 45 centesimi" su ogni franco versato, la creazione di opifici nazionali, la permanenza della "Commissione del Lussemburgo" sui diritti dei lavoratori e la riduzione degli orari di lavoro a 10 ore giornaliere.
Nonostante la partecipazione dei demo-sociali al governo Arago del 9 maggio 1848, la loro presenza non incise sulle politiche dell'esecutivo, volte a stabilire una solida democrazia liberale repubblicana piuttosto che una democrazia rivoluzionaria e interventista, portando quindi all'indizione di una manifestazione il 15 maggio per una partecipazione attiva da parte francese nella "Primavera dei popoli" che stava scuotendo l'Europa, che fu repressa quando alcuni dei suoi partecipanti cercarono d'impadronirsi dell'Hôtel de Ville parigino per sciogliere la Costituente e formare un nuovo governo provvisorio a trazione radical-socialista.
Il tentativo golpista portò il governo Arago a sciogliere gli opifici nazionali, portando quindi all'insurrezione operaia del 22 giugno, repressa dal generale Louis Eugène Cavaignac che assunse poco dopo la direzione dell'esecutivo, escludendo i sempre più isolati esponenti montagnardi.
Al fine di federare tutte le sinistre, il 4 novembre venne fondato il club della Solidarietà Repubblicana , formando in quattro giorni solide filiali nei dipartimenti amministrativi. I membri fondatori furono Ledru-Rollin, il giornalista Charles Delescluze (futuro leader comunardo), il magistrato Charles Ferdinand Gambon e lo scrittore Germain Sarrut, che si mobilitarono attivamente nella campagna elettorale del primo in vista delle elezioni presidenziali del 10 dicembre dello stesso anno. Il partito aveva sede a Rue du Faubourg-Saint-Denis nel 10º arrondissement parigino, ed era composto da una dirigenza di 70 membri, che aveva come presidente Martin Bernard, affiancato da Agricol Perdiguier come vicepresidente, Delescluze come segretario generale e Bernard Mulé come tesoriere. Lo scopo di una struttura così straordinariamente organizzata e centralizzata, simile ai futuri partiti di massa, aveva permesso al club di diventare competitivo con la controparte conservatrice del Comitato di Rue de Poitiers, definito "Partito dell'Ordine".
Dopo la sconfitta alle elezioni presidenziali, il partito riuscì a rafforzare la sua posizione in vista delle elezioni legislative del 1849, in cui riuscì ad ottenere quasi 2 milioni di voti, tradotti in 180 dei 705 seggi nell'Assemblea nazionale e divenendo il secondo partito dopo quello dell'Ordine, sotto la nomea di "gruppo montagnardo", così definito in riferimento all'omonimo gruppo radicale nella Convenzione nazionale rivoluzionaria.
L'11 giugno dello stesso anno, il gruppo montagnardo condusse una strenua opposizione parlamentare contro la proposta della maggioranza conservatrice di inviare truppe francesi contro la Repubblica Romana, che fu però approvata con 361 voti contro 202. Sconfitto in parlamento, il gruppo montagnardo mobilitò quindi le piazze: sostenendo l'incostituzionalità dell'intervento militare (violante l'art. 5 del preambolo costituzionale), il 13 giugno organizzò una grande manifestazione a Parigi, che venne però repressa e dispersa dal generale Nicolas Changarnier. Temendo un'insurrezione socialista, il governo dichiarò strumentalmente lo stato di emergenza e la corte di cassazione provvide quindi a dichiarare il club della Solidarietà come una società segreta il 13 dicembre 1849, portando quindi alla chiusura forzata dell'associazione e l'arresto di molti dei suoi membri.
Nonostante la repressione, il gruppo parlamentare continuò ad operare anche se in maniera più occulta, come il tentativo del deputato Alphonse Gent di organizzare una sollevazione contro l'autoritarismo del Presidente Louis-Napoléon Bonaparte (detta "complotto di Lione"). Il gruppo, come le altre forze politiche e parlamentari, fu infine stroncato dopo il colpo di stato del 2 dicembre 1851 del Presidente Bonaparte, durante la quale fu colpito severamente colpito, nonostante buona parte di loro avessero sostenuto Bonaparte nella sua intenzione di ripristinare il suffragio universale maschile abolito dalle destre.